# Takashina Takakane
Takashina Takakane (高階隆兼) est un peintre japonais dont les dates de naissance et de décès, ainsi que ses origines, ne sont pas connues. Sa période d'activité se situe de la fin du XIIIe au début du XIVe siècle.

## Biographie
Takashina Takakane est le chef de la cour (e-dokoro) où il est spécialiste de sujets historiques et l'auteur d'une importante série de vingt rouleaux conservée dans la collection impériale, le Kasuga gongen genki-e (Miracles des divinités shintoïstes de Kasuga). L'exécution lui en est confiée par le ministre Fujiwara Kinshira, qui, pour témoigner sa fidélité et sa reconnaissance aux divinités protectrices de sa famille, offre cette œuvre en 1309 au sanctuaire Kasuga de Nara.

## L'art des premiersemaki(XIIe-XIIIe)
Takashina Takakane est peintre yamato. En attendant cette bouffée régénératrice[Laquelle ?], la vraie peinture est à chercher ailleurs : dans l'art intimiste des emaki (images enroulées), qui essaie d'une façon parfaitement neuve de jeter un pont entre littérature et peinture. Une centaine de ces œuvres fragiles sont conservées, elles mêlent avec un rare bonheur images et calligraphies qui traitent des sujets les plus divers. Les plus importants de ces rouleaux ont plus de vingt mètres de long pour un format en hauteur de trente à quarante centimètres en général, une cinquantaine de centimètres dans le meilleur des cas. Mais nombre d'œuvres comportent plusieurs dizaines de rouleaux : l'une d'elles n'en compte pas moins de quarante-huit, pour une longueur totale de quelque cinq cents mètres […].
La réalisation de tels ouvrages, extrêmement coûteuse, est généralement le fait d'ateliers spécialisés, installés dans les parages de la Cour, qui possède par ailleurs ses propres fabriques de papier. Images et calligraphies sont confiées à des artistes différents mais qui doivent travailler en contact étroit, l'art de l'emaki consistant justement en un mariage heureux des styles calligraphiques et picturaux. Mais dans un esprit résolument national, cette fois : dans la tradition nouvelle du yamato, berceau de la civilisation nippone dès avant l'époque Nara, aux premiers siècles de notre ère. La calligraphie est ici japonaise. La rupture avec la Chine, consommée à la fin du IXe siècle, entraîne la diffusion d'un nouveau système d'écriture (kana), fondé cette fois sur un syllabaire, et qu'on espère mieux approprié à la structure de la langue japonaise. C'est cette écriture, infiniment plus souple, plus fluide, habilement associée aux idéogrammes chinois, qui fonde désormais toute la spécificité de la calligraphie nippone.
Calligraphes et peintres d'alors n'ont pas livré leurs noms, à quelques exceptions près comme En-I et Takashina Takakane. Mais dans la variété de leurs manières, ils témoignent au fond d'un même esprit, d'une même volonté stylistique. Rapidité et sûreté du trait, goût du détail pris sur le vif, raffinement peut-être un brin esthétisant parfois, mais qui ne va pas sans noblesse, ni souvent sans émotion : telles sont leurs qualités majeures.